# Miradouro da Estrada Regional n.º 1 (Ribeiro Seco)

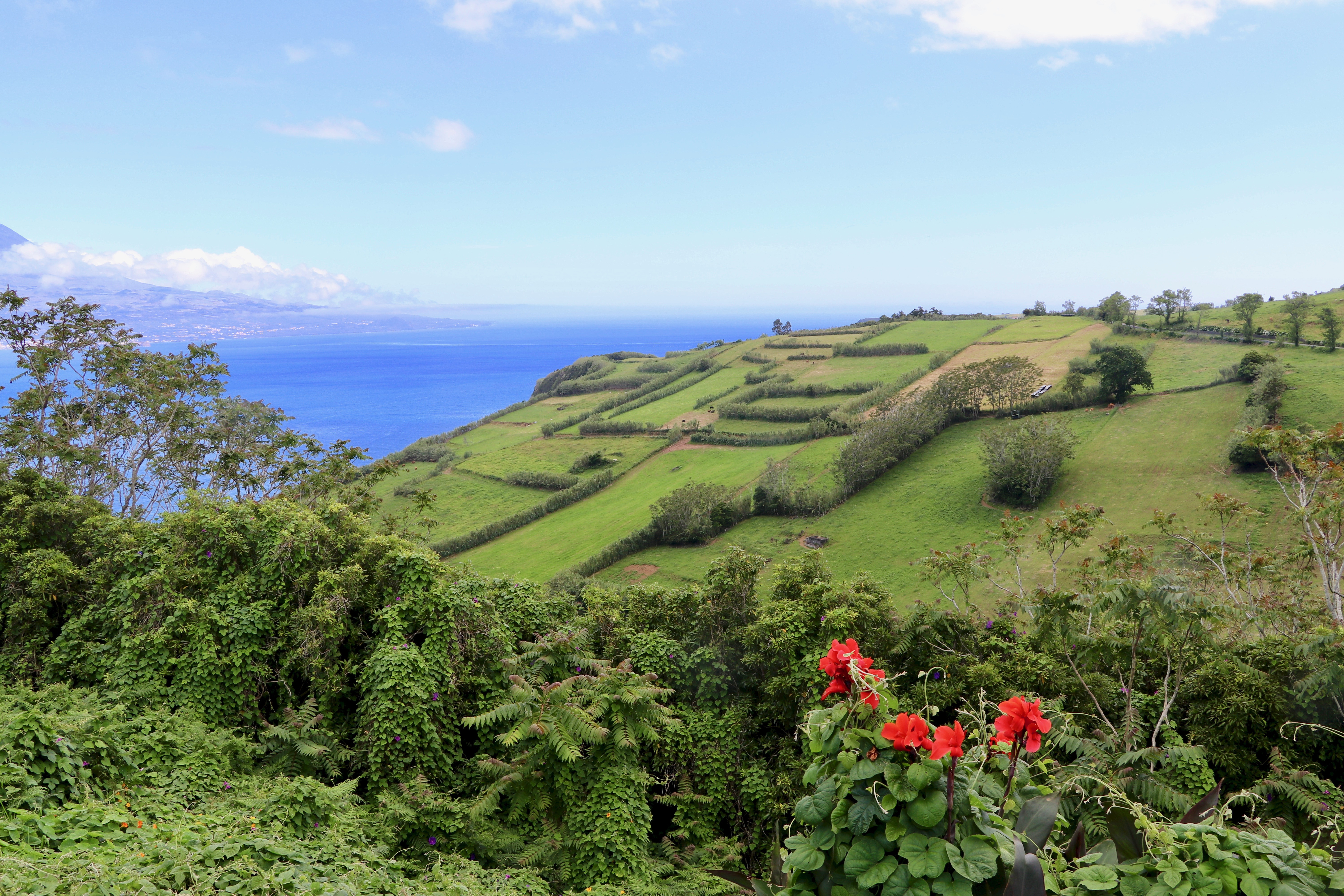

O Miradouro da Estrada Regional n.º 1 ao Ribeiro Seco localiza-se ao Ribeiro Seco, na freguesia da Ribeirinha, concelho da Horta, ilha do Faial, Açores.
Este mirante foi construído por pelo Governo Regional dos Açores, através da Secretaria Regional da Ciência, Tecnologia e Equipamentos.
Encontra-se incluído no plano de integração paisagística e construção de miradouros, destinados a merendas e zonas de lazer junto à rede viária regional. 
Este mirante encontra-se construído numa sobra de estrada e oferece aos passantes uma paisagem da Ponta da Ribeirinha com a ilha de São Jorge e a ilha Graciosa como pano de fundo.